# Догаев, Ахмед Шамханович
Ахмед Шамханович Догаев (род. 18 августа 1965, Иласхан-Юрт, Чечено-Ингушская АССР) — российский политический и общественный деятель, депутат Государственной Думы VII созыва, член фракции «Единая Россия», член комитета по делам национальностей.

## Биография

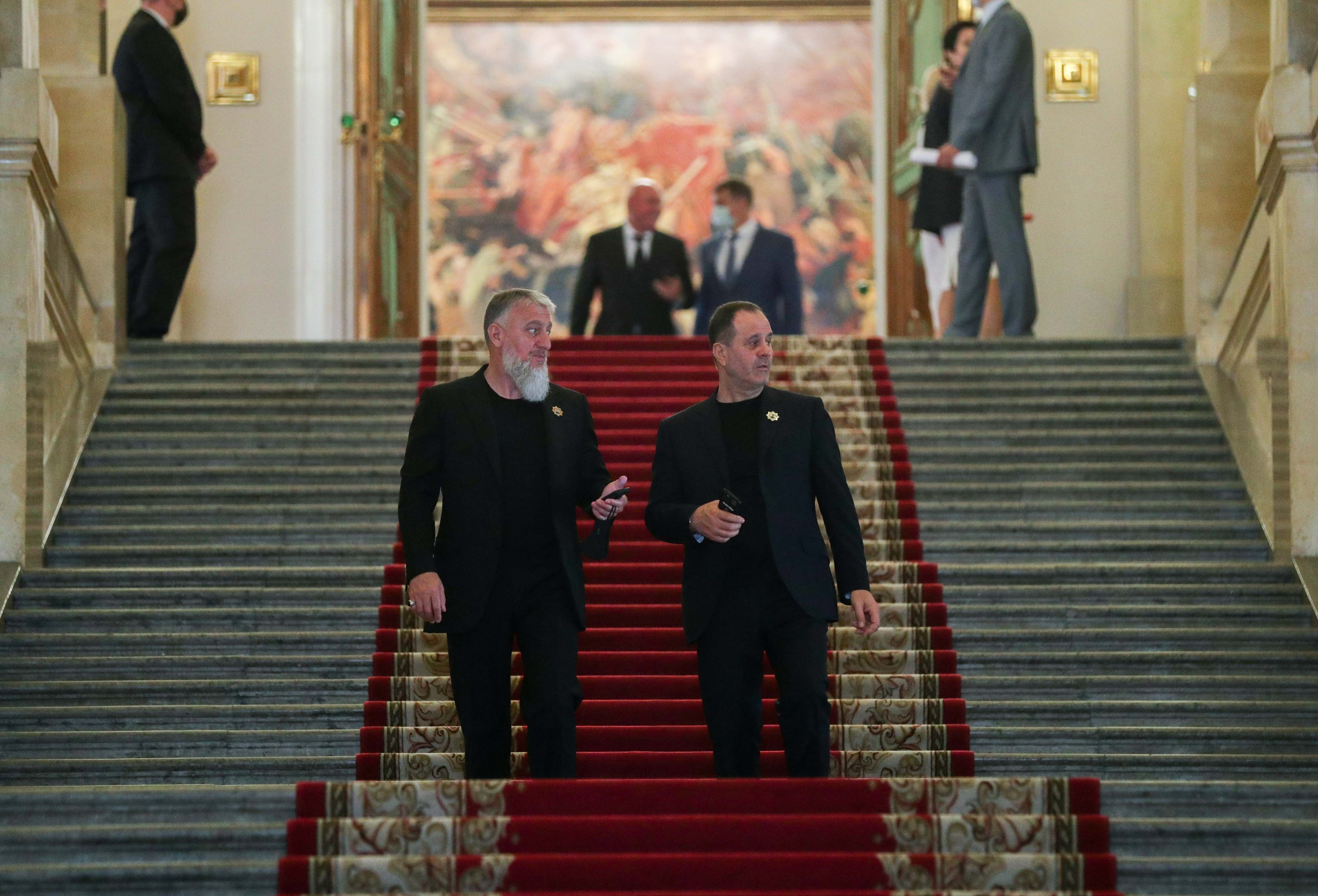
Адам Делимханов и Ахмед Догаев на встрече с президентом РФ, 2021 год

В 1991 году окончил Чечено-Ингушский государственный педагогический институт (ныне Чеченский государственный педагогический университет) по специальности «Физическая культура».
С 2013 по 2016 год работал руководителем представительства главы Чеченской Республики в Южном федеральном округе в Волгограде. В 2015 году был избран председателем совета представителей главы Чеченской Республики в субъектах Российской Федерации.18 сентября 2016 года баллотировался в Госдуму РФ VII созыва по списку партии «Единая Россия», по итогам выборов в Думу не прошел. Депутатский мандат получил Рамзан Кадыров, однако он отказался от депутатского мандата Государственной Думы в связи с победой на выборах главы республики.
28 сентября 2016 году Ахмеду Догаеву был передан вакантный мандат Рамзана Кадырова. Догаев был зарегистрирован депутатом 30 сентября 2016 года. Вошел в состав фракции «Единая Россия».
С 2016 по 2019 год, в течение исполнения полномочий депутата Государственной Думы VII созыва, выступил соавтором 17 законодательных инициатив и поправок к проектам федеральных законов.
В 2022 году награждён орденом Мужества.
Из-за поддержки российской агрессии и нарушения территориальной целостности Украины во время российско-украинской войны находится под персональными международными санкциями 27 стран ЕС, Великобритании, США, Канады, Швейцарии, Австралии, Японии, Украины, Новой Зеландии.